# گولووکوفسکایا
گولووکوفسکایا (به لاتین: Golovkovskaya) یک منطقهٔ مسکونی در روسیه است که در استان آرخانگلسک واقع شده‌است.